# ハゼリア
ハゼリア (Hazelia) は、カンブリア紀に生息していた海綿動物の一種。澄江動物群の一つである。無数の棘をもつ。全長は3.4 cmほど。